# Boeing
Боинг компанија  (енгл. The Boeing Company) је водећи светски произвођач авиона и аеронаутичке опреме, са седиштем у Чикагу (САД, савезна држава Илиноис) и највећим производним капацитетима у Еверету (Вашингтон), око 50 km северно од Сијетла. Компанија је основана у Сијетлу 15. јула 1916, а данас је други по величини војни уговарач на свету, највећи светски произвођач путничких авиона (по вредности наруџбина 2005; ово је назив за који су Боинг и Ербас сваке године у тесној борби) и највећи светски извозник. Боингове основне јединице су Боинг Обједињени одбрамбени системи, одговорни за војну и космичку опрему, и Боинг Путнички авиони, одговорни за путничке авионе. (Чланак садржи и потпун списак јединица и супсидијарних компанија.) Компанија се 1996. године ујединила са Макдонел Дагласом, тада другим по величини произвођачем авиона у САД.
У фискалној 2004. години, Боинг је забележио укупан приход од 52,45 милијарди долара (1,95 милијарду више но у претходној). Запошљава преко 150.000 радника, а председавајући Одбора директора, председник и главни извршни директор је од 2005. Џим Макнерни. Деоницама Боинга се тргује на Њујоршкој деоничкој берзи под симболом BA и на Токијској деоничкој берзи под симболом 7661. Боингове деонице су компонента Дау Џонс индекса.

## Историја

### Пре 1950-их
Компанију је под именом B&W основао у Сијетлу 15. јула 1916. Вилијам Боинг, заједно са Џорџом Конрадом Вестервелтом, инжењером у Америчкој морнарици. Име је убрзо промењено у Пацифик аеро продактс (Pacific Aero Products), и затим 1917. у „Боинг авионска компанија“ ("Boeing Airplane Company"). Вилијам Боинг је студирао на Јел универзитету и затим провобитно радио у дрвној индустрији, где се обогатио, али и стекао знања о дрвеним структурама која су се касније показала вредним при пројектовању и склапању авиона.
1927. године, Боинг је основао и авио-компанију, названу Боинг ер транспорт (Boeing Air Transport), која се затим годину дана касније ујединила са Пацифик ер транспортом и Боинг авионском компанијом у јединствену корпорацију. Компанија је 1929. променила име на Уједињена корпорација за авионе и превоз ("Јунајтед еркрафт") и купила Прет & Витни, Хамилтон стандард пропелер компанију и Ченс Вот, те 1930. и Нешнал ер траснпорт. Међутим, како је Закон о авионској пошти САД из 1934. забранио да иста корпорација контролише и авио-компанију и произвођача авиона, Јунајтед еркрафт се поделио на три мање компаније, Боинг авионску компанију, Јунајтед ерлајнс и Јунајтед еркрафт корпорацију, претходника данашње фирме Јунајтед технолоџиз. У исходу овога, Бил Боинг је продао своје деонице.
Убрзо затим, постигнут је договор са Пан Америкен ворлс ервејзом да се развије путнички „летећи брод“ (тип ваздухоплова који полеће и слеће на води) за превоз путника на трансатлантским линијама. Боинг 304 Клипер имао је свој први лет јуна 1938. године. Био је то највећи путнички авион свог времена, за 90 путника на дневним или 40 путника на ноћним линијама. Годину дана касније, започели су и први редовни путнички летови из Сједињених држава за Уједињено Краљевство. Убрзо потом отворене су и друге линије, тако да је Пан Америкен летео Боингом 314 ка одредиштима широм света.
Године 1938, Боинг је завршио и са радом на Моделу 307 Стратолајнер. Стратолајнер је био први авион са кабином са одржаваним притиском, који је могао летети на висинама од чак 6.000 m–изнад већине временских сметњи.
Том Другог светског рата, Боинг је произвео огроман број бомбардера. Многи од радника биле су жене чији су супрузи били на фронту. Почетком марта 1944, производња је повећана до нивоа од 350 авиона месечно. Ради заштите од напада из ваздуха, фабрике су биле прекривене зеленилом и сеоским детаљима. Током ратних година, водеће америчке ваздухопловне компаније су сарађивале. Бомбардер B-17, којег је дизајнирао Боинг, су такође склапали Локид и Даглас, док су B-29 склапале и Бел авионска компанија и Глен Л. Мартин.
Када је Други светски рат завршен, главнина наруџбина за бомбардере су поништене и 70.000 Боингових радника је остало без посла. Компанија је циљала да се брзо опорави продајом Стратокрузера, луксузног четворомоторног путничког авиона којег је развио на основу војног авиона. Међутим, продаја овог модела није ишла како је планирано и Боинг је морао потражити друге могућности да превазиђе настало стање. Компанија је успешно продавала војне авионе прерађене за превоз трупа и за танковање у лету.

### 1950-е
Средином 1950-их година технологија је значајно напредовала, отварајући могућности Боингу да развије и производи потпуно нове производе. Један од првих били су вођени пројектили кратког домета за пресретање непријатељских летелица. У то време, Хладни рат је већ постао стварност са којом се имало живети, и Боинг је искористио своју технологију краткодометних пројектила да развије и изгради и интерконтиненталне пројектиле.
Године 1958, Боинг је почео са испорукама свог Боинга 707, првог америчког путничког млазњака, као одговор на британски Де Хавиланд Комет, француску Каравелу, и совјетски Тупољев Ту-104, који су чинили прву генерацију путничких млазних авиона. Б707, четворомоторни авион за 156 путника, учинио је Сједињене Државе водећим произвођачима путничких млазњака. Неколико година касније, Боинг је произвео и Б720, варијанту модела 707 нешто веће брзине и краћег домета. За још неколико година (1963), Боинг уводи и Б727, путнички млазњак сличне величине, но са три мотора, и намењен линијама средње дужине. Путници, посаде и авио-компаније су врло брзо одлично прихватили Б727 као комфоран и поуздан авион. Тај тип авиона су користиле и наше компаније Јат ервејз (од 1974. до 2005) и Авиогенекс (од 1983), а био је и званични авион Јосипа Броза Тита. Производња Боинга 727 је обустављена 1984, али на прекретници векова готово 1.300 ових авиона је још увек летело у флотама авио-компанија широм света.

### 1960-те
Године 1960. Боинг је купио фирму Пјасецки хеликоптер и преобликовао је у јединицу Боинг Вертол. Двороторни CH–47 Чинук, којег је производио Вертол, полетео је први пут 1961. Овај хеликоптер изузетне носивости и дан-данас је омиљени „коњ за вучу“. 1964, Вертол је почео и са производњом CH–-46 Морског витеза.
1967. године, Боинг уводи још један авион за кратке и средње линије, двомоторни Б737, до данас најпродаванији путнички авион у историји ваздухопловства. Б737 се и данас производи (и одлично продаје), уз непрекидна унапређења. Развијено је више верзија, углавном ради повећања броја путника и долета.
Први 747-100 угледао је светло дана на церемонијама крај огромне нове фабрике у Еверету 1968. године. Авион је први пут полетео годину дана касније, а први комерцијални лет обављен је 1970.

### 1970-е
На почетку 1970-их, Боинг је суочен са новом кризом. Програм Аполо, у којем је Боинг значајно учествовао током претходне деценије, био је готово потпуно обустављен, тако да је Боинг поново морао да надокнади приходе у јединици путничких авиона. У то време, међутим, и саме авио-компаније биле су у тако тешкој рецесији да Боинг није забележио ни једну једину наруџбу током више од годину дана. Производња новог Б747 Џамбо џета, Боингове наде за будућност, каснила је и коштала много више но што је првобитно предвиђано. И онда је, поврх свега, 1971. године, Конгрес САД одлучио да прекине новчану подршку развоју надзвучног 2707, који је требало да буде Боингов (и амерички) одговор на британско-француски Конкорд, што је приморало компанију да обустави пројекат. Тако је компанија морала да смањи број запослених, само у области Сијетла са 80.000 скоро на половину. Први Б747, четворомоторни авион за дуге линије, коначно је почео са комерцијалним летовима 1970. Са својом препознатљивом „грбом“ на спрату и местом за 450 путника, овај чувени авион потпуно је променио начин на који су људи летели. До 2001, Боинг је био једини произвођач који је нудио овакав авион и испоручио их је преко 1.400. (Ербас данас нуди А380 који ће, када почне са летовима, бити највећи путнички авион у саобраћају.) Б747 је непрекидно унапређиван како би држао корак са технологијом, уз то су развијане и све веће верзије продужавањем горњег спрата.

### 1980-е
Економска ситуација се почела поправљати 1983. године и Боинг је саставио свој хиљадити Б737. Током следећих година, путнички авиони и њихове војне верзије постали су основна опрема авио-компанија и војних ваздухопловстава. Заједно са путничким саобраћајем, расла је и конкуренција, пре свега од новог европског произвођача путничких авиона, Ербаса. Боинг је почео да нуди нове типове авиона, и развио дугачки ускотрупни Б757, већи, широкотрупни Б767, и унапређене верзије Б737. Важан пројекат ових година био је спејс-шатл, којем је Боинг допринео својим искуством у области космичких ракета из времена Апола. Боинг је у свемирском програму учествовао и са другим производима, и био је први уговарач за Међународну свемирску станицу. У исто време, почело се и са производњом неколико војних пројеката, попут РАХ-66 Команч хеликоптера, система за одбрану из ваздуха „Осветник“ и нове генерације пројектила кратког домета. Боинг је веома активно унапређивао постојећу и развијао нову војну опрему.

### 1990-е
1994. године, Боинг је увео свој најмодернији путнички авион, двомоторни Б777, са капацитетом за 390 путника, између Б767 и Б747. Двомоторац са највећим долетом на свету, Б777 је међу авионима сертификованим за летове преко океана и ненасељених предела (види ЕТОПС), и продаје се изузетно успешно. Овај авион, којем тепају надимком „три седмице“, означио је значајну прекретницу и тако што је први у потпуности дизајниран помоћу рачунара, тј. КЕД техникама. Такође средином 1990-их, компанија је развила и нову, освежену и унапређену верзију Б737 породице, познату као "737 нове генерације“, која је постала најбрже продавана врста Б737 у историји. "737 нове генерације“ укључује 737-600, -700, -800, -900 и од скора -900ЕР.
Боинг се 1996. године спојио са аеро-наутичким и одбрамбеним јединицама Роквел интернешнела, које су тако постале Боинговом супсидијарном компанијом Боинг Норт Америкен. Годину дана касније, Боинг се спојио и са Макдонел Дагласом, након чега је MD-95 преименован у Б717, а производња широкотрупног MD-11 је обустављена.

### 2000-те
У новије време Боинг је суочен са све конкурентнијим Ербасом, који нуди солидну комоналност (сличне контроле) између својих модела и најновију флај-бај-вајер технологију. Почевши од нуле 1970-их, Ербас је своју породицу авиона довео до тачке где могу понудити авионе у практично свакој категорији у којој их нуди и Боинг. Заправо, Ербас се сада успешно такмичи и у тржиштима у којима је Боинг својевремено имао монопол, тако да су нпр. нискобуџетне авио-компаније, традиционалне муштерије Б737 модела, почеле да се опредељују за А320, који се и уопштено продаје боље, као и на тржишту веома великих авиона са потпуно двоспратним моделом А380. 747 је са друге стране и жртва здраве продаје самог Боинговог модела серије 777-300.
Тренутно, Боинг уводи четири нова авиона, 787 Дримлајлнер, 777-200ЛР изузетно великог долета, 737-900ЕР и 747-8. 787 Дримлајнер (првобитно зван 7Е7) за средње и дугачке линије, авион који је 2004. године преокренуо Боингов тржишни успех, биће први авион у потпуности израђен од композитних материјала, са 20% мањом потрошњом горива од упоредивих модела који данас лете, и бројним новим погодностима за путнике (попут највећих прозора до сада, брзог интернета, и побољшане влажности ваздуха у кабини). Боинг 777-200ЛР је путнички авион са највећим долетом на свету, први који може летети између дијаметрално супротних тачака на Земљи са комерцијално исплативом носивошћу. (777-200ЛР је већ у фази тестирања у лету и први ће бити испоручени ове године.) 737-900ЕР, раније зван -900Х, унапређује постојећи модел 737-900, који има ограничен долет и (због сигурносних прописа) капацитет, тако да је морао бити опреман у две класе, уместо у конфигурацији високе густине, неопходној нискобуџетним и осталим компанијама. 737-900ЕР имаће долет сличан успешном 737-800, уз више путничких места. 747-8 ће бити ефикаснији, носити нешто више путника и имати већи долет од 747-400ЕР; путничка (-8И) и теретна (-8Ф) варијанта биће 3.7, односно 5.5 метара дуже.
Године 2004, Боинг је обуставио производњу модела 757 након нешто више од хиљаду произведених, а последњи примерак је испоручен Шангај ерлајнсу из Кине. Напредније верзије 737 почеле су се такмичити са старим дизајном 757. Боинг је убрзо затим обуставио и производњу модела 717, последњег наследника Макдонел Дагласове линије авиона, због слабе продаје, а слична судбина врло вероватно ускоро очекује и 767, мада би овај програм могао опстати уколико Боинг за свој изведени модел КЦ-767 добије уговор за нове танкере за Америчко ратно ваздухопловство. На тај начин, Боинг би на тржишту путничких авиона нудио четири основне породице ваздухоплова: 737, 787, 777 и 747-8.

## Путнички авиони

### У производњи
- Боинг 737 фамилија
  - 737-600 Авион за кратке и средње линије са 132 путника
  - 737-700 Авион за кратке и средње линије са 149 путника
  - 737-800 Авион за средње линије са 189 путника
  - 737-900 Авион за средње линије са 189 путника
  - 737-900ER (у припреми) Авион за средње линије са 215 путника
- Боинг 747 фамилија
  - 747-400(ER/ERF) Широкотрупни авион за веома дуге линије са две палубе за 416 путника (Џамбо-џет)
  - 747-8(I/F) (у припреми) Широкотрупни авион за веома дуге линије са две палубе за 450 путника (Џамбо-џет)
- Боинг 767 фамилија
  - 767-200(ER) Широкотрупни авион за средње и дуге линије за 220 путника
  - 767-300(ER) Широкотрупни авион за дуге линије за 270 путника
  - 767-400 Широкотрупни авион за дуге линије за 350 путника
- Боинг 777 фамилија
  - 777-200(ER/LR/F) Широкотрупни авион за веома дуге линије 440 путника
  - 777-300(ЕР) Широкотрупни авион за веома дуге линије за 550 путника
- Боинг 787 фамилија (у припреми)
  - Боинг 787-3 Широкотрупни авион за кратке линије
  - Боинг 787-8 Широкотрупни авион за дуге линије
  - Боинг 787-9 Широкотрупни авион за дуге линије

### Ван производње
(рачунајући и Макдонел Дагласове)
- Боинг 707/720
- Боинг 717
- Боинг 727
- Боинг 737 (100/200/300/400/500)
- Боинг 747 (100/200/300)
- Боинг 757
- DC-8
- Макдонел Даглас DC-9/MD-80/MD-90
- Макдонел Даглас DC-10
- Макдонел Даглас MD-11

## Боинг у Србији
Од компанија у Србији, Боингове авионе користили су Јат ервејз и Авиогенекс.